# Инчколм
Инчко́лм (англ. Inchcolm) — один из нескольких островов, расположенных в заливе Ферт-оф-Форт у восточных берегов Шотландии, близ Эдинбурга. Административно входит в состав области Файф.
Остров был неоднократно атакован английскими рейдерами во время Войны за независимость Шотландии. Он был укреплен в ходе обеих мировых войн, чтобы защитить Эдинбург и его окрестности.

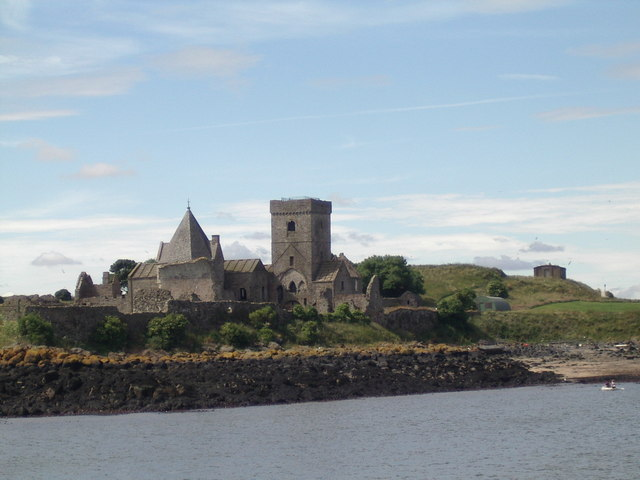
Аббатство на острове

Главной достопримечательностью острова является бывшее Инчколмское аббатство, наиболее сохранившееся монашеское сооружение Шотландии. Хорошо сохранившийся монастырь и руины 9-го века привлекают посетителей на остров.

## География

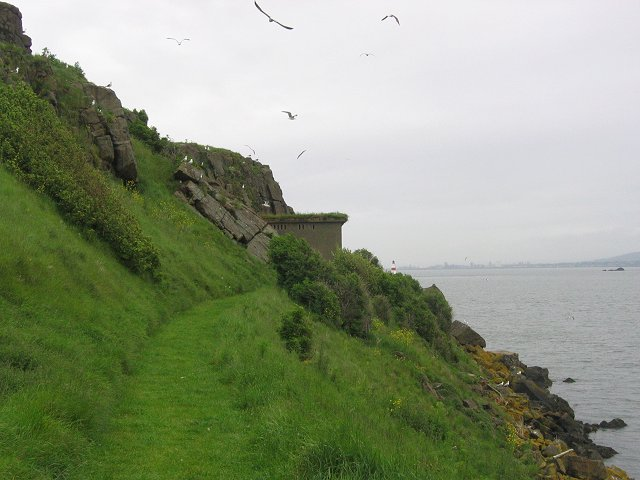
Инчколм

Инчколм расположен в заливе Ферт-оф-Форт у южного побережья Файф, к востоку от Форт-Бридж и к северу от города Эдинбург. Площадь острова составляет 9 гектаров. Он отделен от материка полосой воды известной как Глубина Мортимера (Mortimer's Deep). В дни, когда мостов не было, и люди были вынуждены пересекать залив Ферт-оф-Форт на лодке, остров был гораздо меньше изолирован, чем в настоящее время.
Весь остров можно условно разделить на три части: восток, где во время военной оборонительной операции Второй мировой войны были сосредоточены сооружения и орудия, нижняя центральная часть с небольшой естественной гаванью и большой западный выступ.

## История
Инчколм был издревле известен как Emona, Aemonia или Innis Choluim. Его якобы посетил Колумба (ирландский монах миссионер) в 567 году, и остров был назван в его честь в 12-м веке. Остров был неоднократно атакован английскими рейдерами в 14-м веке. Это был период шотландских войн за независимость, решающие сражения были недалеко от него, поэтому остров был эффективным звеном в продовольственных маршрутах. В 1384 году английские налетчики попытались поджечь аббатство, расположенное на острове, но сильный ветер задул пламя. В 16 веке, остров страдал от дальнейших английских грабежей. Английский командор Джон Лутрелл (John Luttrell) покинул остров и уничтожил укрепления в конце апреля 1548 года. Во время Первой мировой войны и Второй мировой войны остров был укреплен, как и многие другие острова залива, чтобы защитить Эдинбург.

## Внешние ссылки
- RCAHMS
- Cyberscotia's page on the island. Архивировано из оригинала 25 ноября 2010 года.
- Report of overnight stay on the island